# ATP Challenger Bogotá (1988–1996)
Der ATP Challenger Bogotá (offiziell: Bogotá Challenger) war ein Tennisturnier, das von 1988 bis 1996 jährlich in Bogotá, Kolumbien, stattfand. Es gehörte zur ATP Challenger Tour und wurde im Freien auf Sand gespielt. Mauricio Hadad ist mit drei Titeln im Einzel sowie zwei Titeln im Doppel Rekordsieger des Turniers.

## Liste der Sieger

### Einzel
| Jahr | Sieger             | Finalgegner         | Ergebnis      |
| ---- | ------------------ | ------------------- | ------------- |
| 1996 | Roberto Jabali     | Juan Pino           | 6:7, 6:4, 6:1 |
| 1995 | Jérôme Golmard     | Gabriel Silberstein | 2:6, 6:3, 6:2 |
| 1994 | Mauricio Hadad (3) | Nuno Marques        | 6:3, 6:3      |
| 1993 | Mauricio Hadad (2) | Sergio Cortés       | 2:6, 6:3, 6:0 |
| 1992 | Daniel Marco       | Andrew Sznajder     | 7:6, 3:6, 6:4 |
| 1991 | Roberto Saad       | Xavier Daufresne    | 6:3, 3:6, 6:4 |
| 1990 | Álvaro Jordan      | Libor Němeček       | 6:3, 6:3      |
| 1989 | Mauricio Hadad (1) | Guillermo Minutella | 6:3, 6:7, 6:4 |
| 1988 | Gustavo Giussani   | Christian Miniussi  | 7:6, 5:7, 6:4 |

### Doppel
| Jahr | Sieger                            | Finalgegner                        | Ergebnis      |
| ---- | --------------------------------- | ---------------------------------- | ------------- |
| 1996 | Brett Hansen-Dent T. J. Middleton | Leonardo Lavalle Óscar Ortiz       | 6:4, 6:3      |
| 1995 | Óscar Ortiz Leander Paes          | Sergio Cortés João Cunha e Silva   | 7:6, 7:6      |
| 1994 | Lucas Arnold Ker Pablo Campana    | Danilo Marcelino Nuno Marques      | 3:6, 7:6, 7:6 |
| 1993 | Mauricio Hadad (2) Miguel Tobón   | Nicolás Lapentti Luis Morejón      | 6:3, 6:3      |
| 1992 | Nicolás Pereira Mario Tabares     | William Kyriakos Fernando Meligeni | 7:6, 7:5      |
| 1991 | Gustavo Guerrero Roberto Saad     | José Daher César Kist              | 6:4, 6:4      |
| 1990 | Mauricio Hadad (1) Mario Rincón   | Carlos Claverie Greg Failla        | 7:6, 7:6      |
| 1989 | Roberto López Alain Lemaitre      | Carlos Claverie Alfonso Mora       | 3:6, 6:3, 6:0 |
| 1988 | Fabian Blengino Gustavo Giussani  | Guillermo Minutella Gerardo Mirad  | 6:4, 1:6, 7:6 |